# Jacob Bontiusplaats 1
Jacob Bontiusplaats 1 is een complex van twee gebouwtjes in Amsterdam-Centrum, gelegen op de Oostelijke Eilanden. Ze liggen op de kruising met de Oostenburgermiddenstraat.
De twee gebouwen waren onderdeel van wat ooit de fabrieken van Werkspoor en haar opvolger Stork waren. De Oostelijke Eilanden stonden er vol mee, behalve dan de aanpalende woonwijk. Achter het rijksmonument de Van Gendthallen liggen de veel kleinere energiegebouwen, het zogenaamde Koudgasgebouw. Net als de Van Gendthallen dateren de gebouwtjes uit 1897 naar een ontwerp van Dolf van Gendt. De gebouwen zitten aan elkaar vast, een lange smalle hal en een kort en hoog gebouw. Stork verliet het terrein en liet de gebouwen achter. In de naburige woonwijken vond uitgebreide sanering plaats. De gebouwen, die de tand des tijds niet geheel hebben weerstaan, bleven echter staan. In 2004 werden beide gebouwtjes op de lijst van gemeentelijke monumenten gezet (nrs. 200512 en 200775). In 2011 kwam Roest hier, een horeca- en sportgelegenheid en tentoonstellingsruimte. Roest had enige tijd een stadsstrand aan de Wittenburgervaart, maar de gemeente kondigde daarvoor vanaf 2016 een exploitatieverbod af. Het is wel inmiddels eigenaar van de gebouwen.